# Mario Pecher

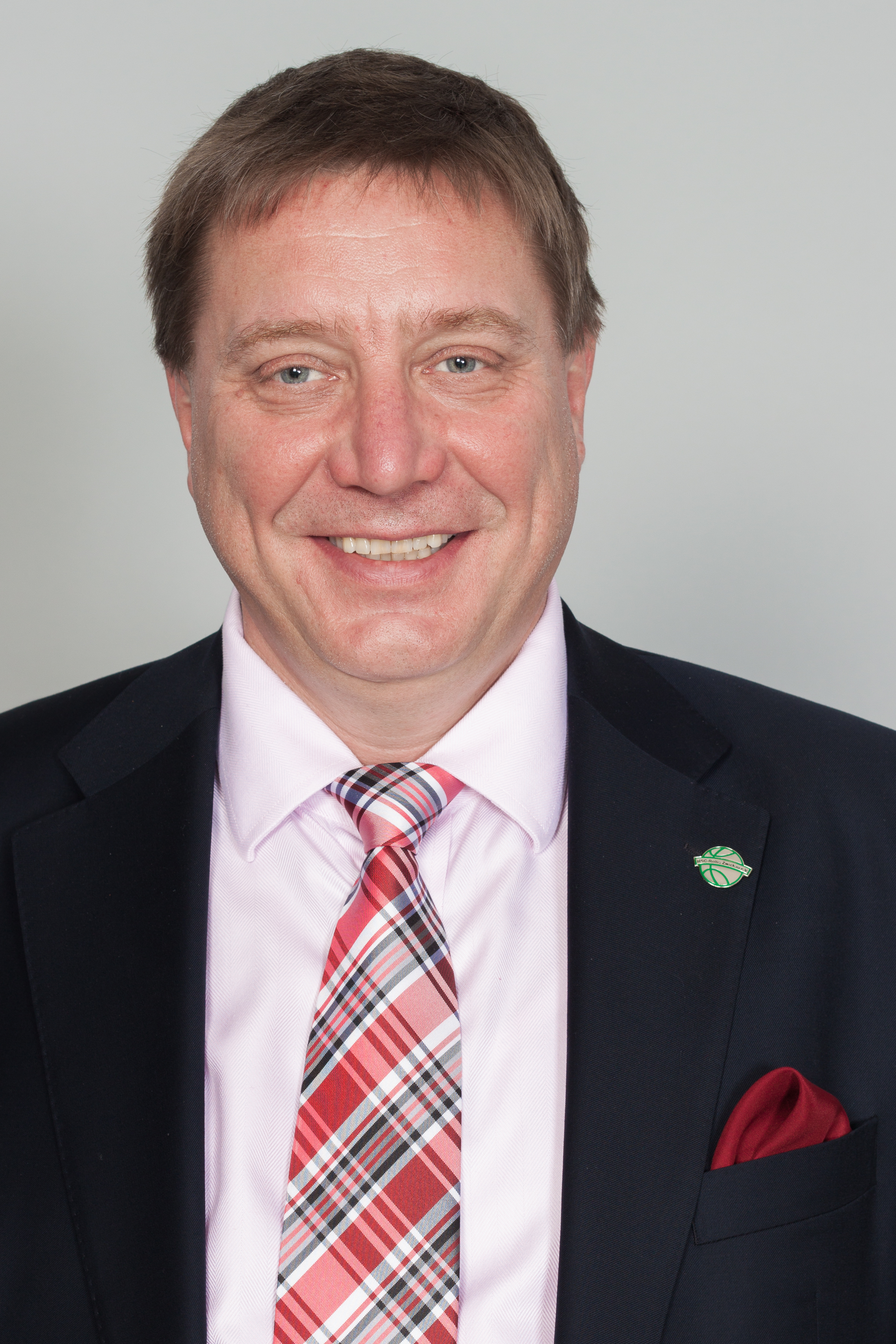
Mario Pecher 2013

Mario Siegfried Pecher (* 15. Juli 1962 in Zwickau) ist ein deutscher Politiker (SPD).

## Leben
Nach Abschluss der Schulausbildung absolvierte Pecher eine Berufsausbildung mit Abitur zum Elektromonteur. Von 1982 bis 1985 studierte er Nachrichtentechnik. Nach Erhalt des Abschlusses als Hochschulingenieurökonom mit dem Dienstgrad Leutnant trat Pecher 1985 in den aktiven Dienst der NVA. Ein Jahr später quittierte er als Leutnant den Dienst. Bis 1988 war er als Elektromonteur und Disponent und danach bis 1991 als Softwareingenieur bei einer Elektroanlagenbaufirma in Zwickau tätig.
1990 trat er der SPD bei und arbeitete ab 1991 als Geschäftsführer des SPD-Unterbezirkes Aue/Zwickau. Zwischen 1990 und 1995 gehörte und seit 2009 gehört Pecher dem Stadtrat in Zwickau an. Seit 2009 ist er auch Mitglied des Kreistages von Zwickau. Pecher war von 1996 bis 2013 Aufsichtsratsvorsitzender der Zwickauer Wohnungsbaugenossenschaft.
2004 wurde er erstmals für die SPD über die Landesliste in den sächsischen Landtag gewählt. Mario Pecher war stellvertretender Vorsitzender der SPD-Landtagsfraktion. Er war Mitglied im Haushalts- und Finanzausschuss und im Wahlprüfungsausschuss. Außerdem war er stellvertretendes Mitglied im Ausschuss für Wirtschaft und Verkehr. Pecher war Finanzpolitischer und Verkehrspolitischer Sprecher der SPD-Fraktion.
Auf der Landeswahlkonferenz der SPD Sachsen am 11. Januar 2014 zur Aufstellung der Landesliste für die Landtagswahl 2014 wurde Pecher auf Platz 15 gewählt. Der vom Landesvorsitzenden Martin Dulig vorgebrachte Listenvorschlag sah Pecher auf Platz 7 vor. Er unterlag in einer Kampfkandidatur dem Dresdner Stadtrat Albrecht Pallas.
Bei einer Kampfabstimmung um Listenplatz 14 für die Landtagswahl 2019 unterlag Pecher am 2. Februar 2019 Irena Rudolph-Kokot aus Leipzig. Auf eine Kandidatur für andere Listenplätze verzichtete er anschließend und schied folglich zum Ende der Legislaturperiode aus dem Landtag aus.

## Privates
Pecher hat zwei Kinder und wohnte mit seinem Sohn bis 2019 im Zwickauer Stadtteil Eckersbach. Er ist seit 2014 mit der CDU-Landtagsabgeordneten Kerstin Nicolaus verheiratet und lebt in Hartmannsdorf.
Mario Pecher verklagte seine Mutter Waltraud, weil diese eine seit 2014 in seinem Besitz befindliche Gaststätte nicht aufgeben wollte. Dieser Familienstreit führte im Dezember 2017 zu einem Polizeieinsatz mit Zwangsräumung. Im Januar 2020 ließ er seine Eltern aus einem ihm gehörenden Wohnhaus in Eckersbach zwangsräumen.